# Cratere Maheo
Maheo è un cratere sulla superficie di Rea.